# 고바야시 다쓰키
고바야시 다쓰키(일본어: 小林 竜樹, 1985년 5월 5일~)는 일본의 전 축구 선수이다.

## 구단 경력
그는 2008년부터 2018년까지 J리그의 쇼난 벨마레, 더스파구사쓰 군마에서 활동하였다.